# Рам (озеро)
Рам (ивр. בריכת רם‎) — озеро на Голанских высотах (на территории, которая с 1967 года находится под контролем Израиля).
Находится в северо-восточной части Голанских высот.
Оно образовалось в результате заполнения водой маара потухшего вулкана. Это небольшое озеро, питаемое тающими снегами Хермона и подземными источниками. Длина озера достигает 900 м, ширина около 650 м, глубина 6—10 метров. Рам расположено на высоте, примерно, 940 метров над уровнем моря.
Вокруг озера растут яблоневые, персиковые, грушевые и другие сады.